# Ogni pensiero vola
Ogni pensiero vola è un singolo del cantante italiano Venerus, pubblicato il 22 gennaio 2021 come secondo estratto dal primo album in studio Magica musica.

## Tracce
1. Ogni pensiero vola – 3:53

## Formazione
Musicisti
- Venerus – voce, strumentazione
- Vittorio Gervasi – sassofono
- Giuseppe Panico – tromba
- Federico Proietti – trombone
- Andrea Suriani – pianoforte aggiuntivo

Produzione
- Mace – produzione
- Venerus – produzione
- Andrea Suriani – missaggio, mastering

## Classifiche
| Classifica (2021) | Posizione massima |
| ----------------- | ----------------- |
| Italia            | 81                |